# Scared
«Scared» es una canción escrita por John Lennon que fue lanzada por primera vez en su álbum Walls and Bridges de 1974. Posteriormente se lanzaron versiones alternativas en los álbumes recopilatorios Menlove Ave. y John Lennon Anthology.

## Letras y música
La letra de «Scared» refleja las ansiedades de Lennon resultantes de su separación en ese momento de su esposa Yoko Ono. El tema es similar al de su canción de The Beatles «Help!», en el sentido de que expresa el dolor que sentía Lennon al momento de escribirla y expone sus inseguridades. Según el crítico musical Johnny Rogan, entre esas inseguridades se encuentran el envejecimiento, el paso del tiempo y las oportunidades perdidas.  Algunas de las letras renuncian a la filosofía de «amor y paz» a la que se había adherido anteriormente. 
Lennon comienza el primer verso cantando «I'm scared» («Tengo miedo») varias veces. En el segundo verso cambia esto a «I'm scarred» («Tengo cicatrices») y en el tercer verso lo cambia a «I'm tired» («Estoy cansado»). Lennon invoca la frase anglosajona «bell, book, and candle» («campana, libro y vela») para afirmar que la religión no puede ayudarlo a salir de su difícil situación. También hace referencia a «Like a Rolling Stone» de Bob Dylan, cantando «No place to call my own/Like a rollin' stone».
Los profesores de música Ben Urish y Ken Bielen describen el primer verso como una explicación de que Lennon está asustado por el alto precio que pagó por vivir su vida y que lo que ganó pagando ese precio se le está escapando. En el segundo verso, Lennon tiene cicatrices y solo ha podido «lograr sobrevivir» y no quiere enfrentar su propio «odio y celos». En el último verso, Lennon canta que está cansado de estar solo sin un lugar propio, pero Urish y Bielen interpretan esto como una expresión de «angustia existencial», de que Lennon está «cansado de las batallas de la vida». Urish y Bielen interpretan el «ritmo penoso» del fundido como una indicación de que las batallas sobre las que cantaba Lennon no cesarán.
«Scared» comienza con el sonido de un lobo aullando antes de establecerse en su melancólico escenario musical. Urish y Bielen sienten que las notas de guitarra que forman un contrapunto a la melodía de la canción se basan en el sonido inicial del lobo aullador. La música incluye cuerdas y trompas sobregrabadas. Urish y Bielen critican las sobregrabaciones de guitarra y trompeta por producir un «vórtice emocional confuso» en lugar del puro «dolor expuesto» que sienten que de otro modo evocaría la canción.
El autor de FAQ de los Beatles, Robert Rodríguez, describió la canción diciendo que «Con un ritmo andante y notas dobladas que se hicieron eco del tono del aullido del lobo solitario que se escuchó al principio, John describió los golpes que le había dado la vida, dejándolo asustado, herido y enojado». Rodríguez continuó diciendo que Lennon «parece que no tiene expectativas de que el resultado sea bueno».
Lennon creía que la canción de 1978 de The Rolling Stones «Miss You» estaba basada en «Scared», aunque tomada a un ritmo más rápido. Habló de «Scared», afirmando que

Estaba asustado cuando lo escribí, si no pudiste deducirlo. Fue toda la separación de Ono, pensando que perdí lo único que sabía que necesitaba. Sabes, creo que Mick Jagger tomó la canción y la convirtió en «Miss You». Cuando estaba en el estudio, el ingeniero dijo: «Esta es una canción exitosa si la haces más rápido». Tenía razón porque «Miss You» es una versión rápida de mi canción. Me gusta más la grabación de Mick. No tengo malos sentimientos al respecto. Podría haber sido inconsciente por parte de Mick, o consciente. La música es propiedad de todos. Solo los editores de música piensan que la gente es dueña.

## Recepción
El crítico de Rolling Stone, Ben Gerson, dijo que «Scared» «palpita con el miedo primitivo y la sensación de confinamiento de sus primeros LP en solitario». Rogan declaró que «Scared» es «otra declaración poderosa y una prueba positiva de que el dolor de la separación [de Lennon] de Yoko Ono podría servir a su ventaja artísticamente». El crítico musical John Metzger dijo que Lennon «muestra su vulnerabilidad al reconocer su corazón celoso». El crítico de Ultimate Classic Rock Michael Gallucci describió la canción como un «confesionario dolorido» y la consideró una de las mejores canciones de Walls and Bridges.
El biógrafo de The Beatles, John Blaney, escribió que «Scared» es «tan honesto y analítico como cualquier cosa escrita para [el álbum de Lennon de 1970] John Lennon/Plastic Ono Band». Los biógrafos de The Beatles, Chip Madinger y Mark Easter, escribieron que «'Scared' es un trabajo extraordinario. Un canto brillante y una melodía inquietante en una pista que no habría quedado fuera de lugar ni para John Lennon/Plastic Ono Band ni para Imagine».

## Otras versiones
La versión lanzada en Menlove Ave. fue una toma de ensayo con letras ligeramente diferentes, como reemplazar la línea «I'm scarred» («Tengo cicatrices») con «I'm stoned» («Estoy drogado»), y no tiene sobregrabaciones. El crítico Paul Du Noyer considera que esta versión es «menos segura y, por lo tanto, más sombría» que la versión de Walls and Bridges.
La versión lanzada en John Lennon Anthology tampoco tiene sobregrabaciones, pero por lo demás es similar a la versión de Walls and Bridges.